# آینوشاخ
آینوشاخ (نام علمی: Aioloceras) نام یک سرده از رده سرپایان است.